# Entypesidae
Entypesidae Bond, Opatova & Hedin, 2020 è una famiglia di ragni migalomorfi appartenente all'ordine Araneae.

## Etimologia
Non è chiara l'etimologia del nome della famiglia, forse dal greco ἔντυπος, cioè entypos = impresso, marcato, profondo, per la fovea thoracica citata nella descrizione originaria; non ve n'è però cenno esplicito. Di seguito il suffisso -idae che ne denota l'appartenenza ad una famiglia.

## Caratteristiche
I ragni di questa famiglia costruiscono cunicoli sotterranei con un'apertura superiore dalla quale fuoriescono per catturare le prede.

## Distribuzione
I 3 generi sono stati rinvenuti in Sudafrica e Madagascar.

## Tassonomia
Questi 3 generi sono stati inseriti nella sottofamiglia Anaminae della famiglia Nemesiidae, a seguito di un lavoro dell'aracnologo Raven (1985a).
Di recente, a seguito del corposo lavoro dell'aracnologa Opatova et al., del 2020, sono stati costituiti in famiglia a sé con la denominazione di Entypesidae.
Attualmente, a novembre 2020, si compone di 3 generi e 37 specie:
1. Entypesa Simon, 1902[3] — Madagascar, Africa meridionale
2. Hermacha Simon, 1889[3] — Brasile
3. Lepthercus Purcell, 1902[3] — Africa meridionale